# Paweł Bielec
Paweł Bielec (ur. 20 marca 1902 w Dynowie, zm. 16 listopada 2002 w Krakowie) – polski fotograf. 

## Życiorys
Swój pierwszy zakład otworzył we Lwowie w 1928, przy ulicy Grodzkiej, a następnie przy ulicy Akademickiej. W 1938 przeniósł się do Krakowa, gdzie prowadził zakład fotograficzny FOTO-BIELEC. 
W 1938 roku wykonał przy ulicy Karmelickiej tableau dla UJ, ze zdjęciem młodego Karola Wojtyły, które później obiegło cały świat. W czasie okupacji poznał Marię (uciekinierkę z Bydgoszczy), córkę Wincentego Michnowskiego, prezesa toruńskiego Cechu Fotografów, właściciela zakładów fotograficznych w Brodnicy i Bydgoszczy. Pobrali się w 1940 roku i od tego czasu firmę usługową prowadzili razem. Dom fotografii Bielec obejmuje wszystko co w zakres fotografii wchodzi i szczególnie zasłynął wykonując portrety Krakowianek oraz artystyczne tableau. 
Paweł Bielec przez całe życie pozostał wierny celuloidowemu językowi sztuki. Od momentu kiedy zaczął się uczyć fotografowania w pracowni portretowej lwowskiego artysty Cupaka, poprzez czas okupacji, po kłopoty z decydentami PRL, aż wreszcie po kapitalizm, kiedy zakład musiał opuścić kamienicę przy ulicy Karmelickiej i przenieść się do budynku po Lwowskim Zakładzie Ubezpieczeń Pracowników Umysłowych przy placu Inwalidów.
W czterdziestym piątym roku życia rozpoczął studia wyższe na krakowskiej Akademii Sztuk Pięknych. Malarstwa uczył się u takich mistrzów jak profesorowie: Czesław Rzepiński, Fryderyk Pautsch, Wacław Taranczewski. Dyplom uzyskał w 1952 w pracowni prof. Zbigniewa Pronaszki. Swoje prace zaprezentował na 10 wystawach indywidualnych, wziął udział w 30 ogólnopolskich i kilku zagranicznych. W 1996 roku odznaczony Złotą Odznaką Związku Polskich Artystów Plastyków. Wystawiał niewiele, bowiem zawsze traktował malarstwo jako sposób na życie, lecz to fotografia była jego formą zarabiania na życie.
Obywatel Honorowy Miasta Krakowa. W dniu 10 czerwca 2002 odznaczony Krzyżem Kawalerskim Orderu Odrodzenia Polski za wybitne zasługi w pracy artystycznej.
Został pochowany w Krakowie na cmentarzu Rakowickim w alei zasłużonych (kwatera LXIX pas B-2-20).

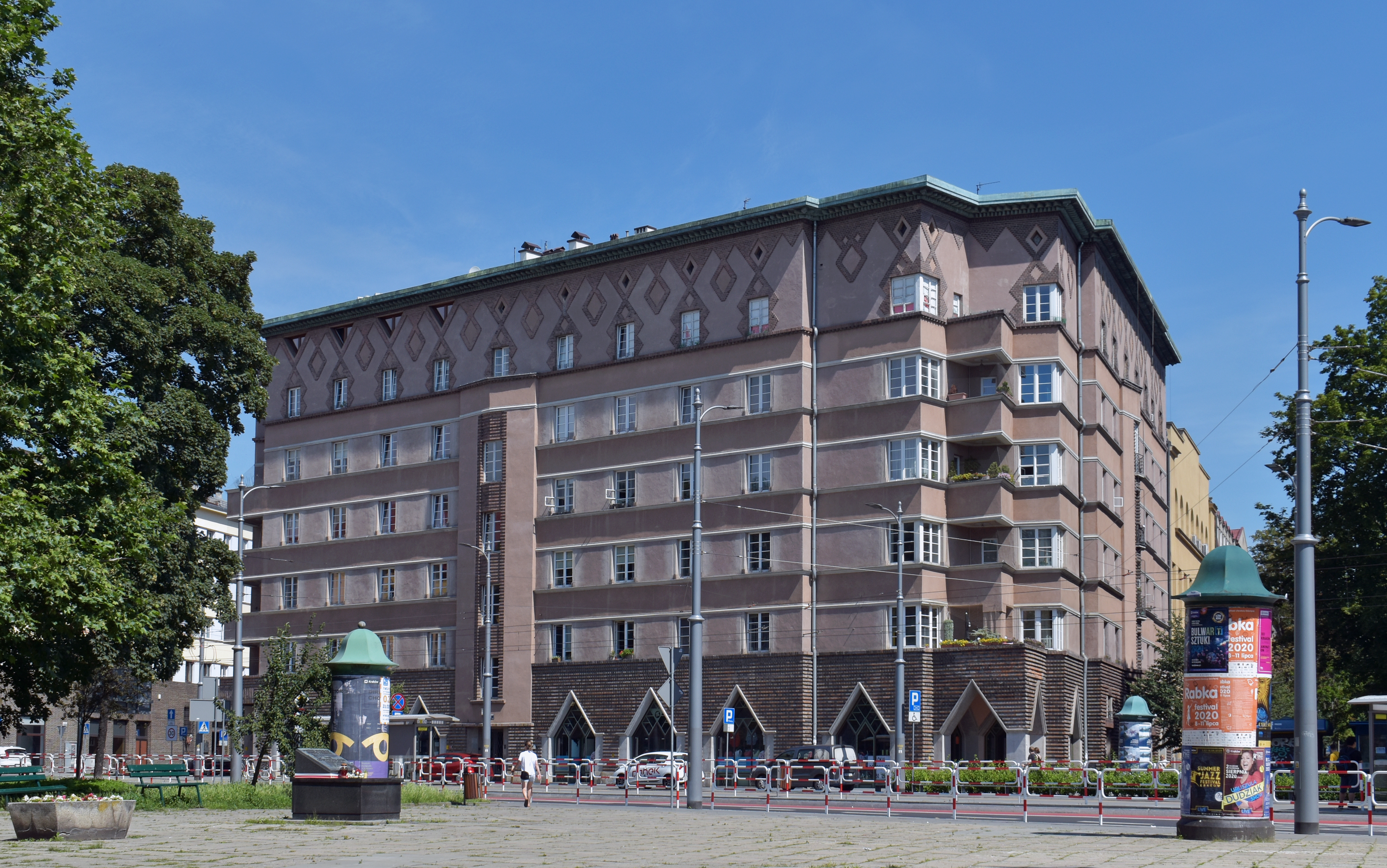
Siedziba firmy fotograficznej
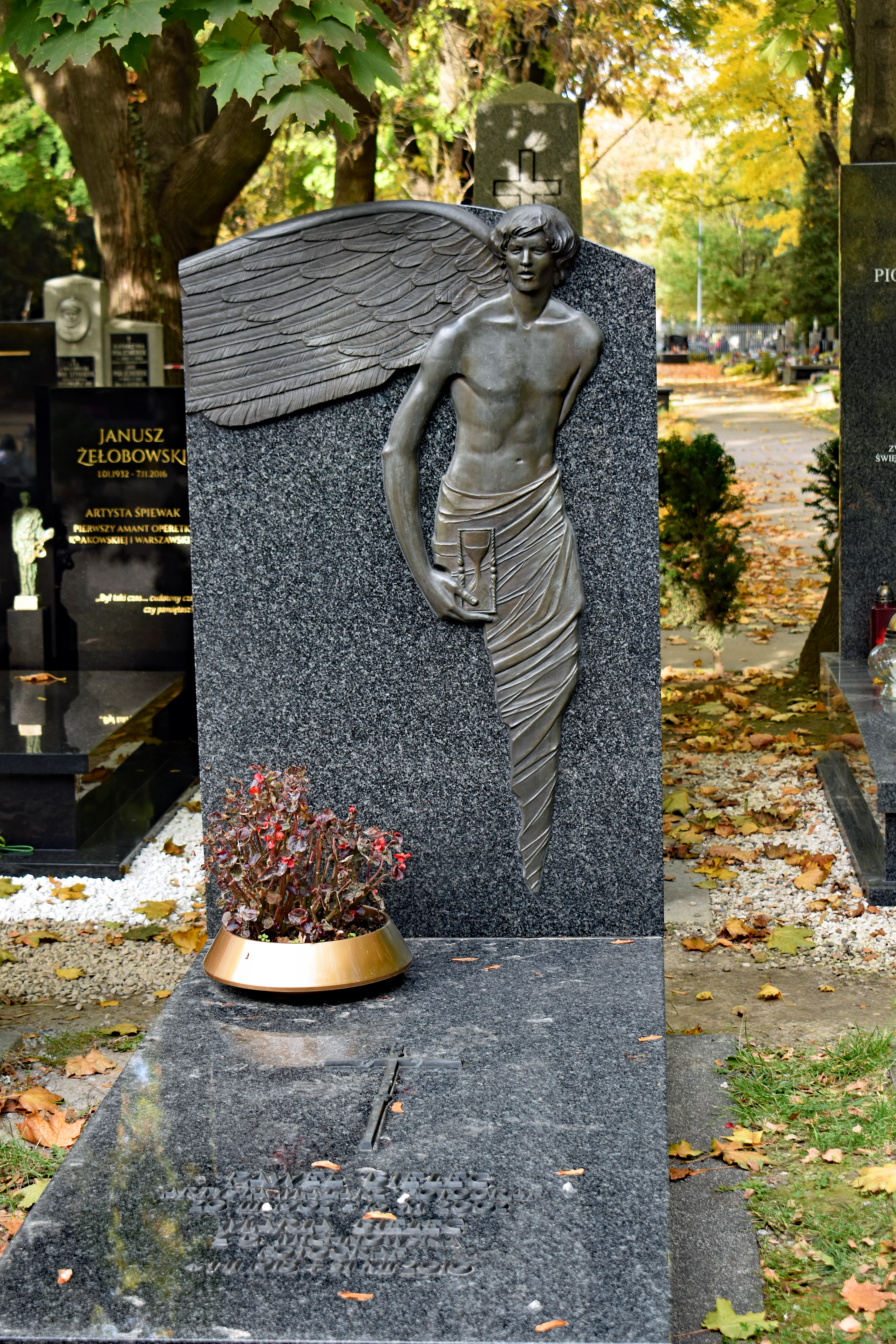
Grób na cmentarzu Rakowickim